# 霍辛·阿米尼
霍辛·阿米尼（波斯語：‎，1966年1月18日—）是一名伊朗及英國男編劇和導演。1997年，他憑電影《慾望之翼》而入圍了許多獎項，其中包括奧斯卡最佳改編劇本獎。

## 早期生活
霍辛·阿米尼出生於德黑蘭，是伊朗外交官伊拉杰·阿米尼（Iradj Amini）及其妻子薇達（Vida）的兒子。11歲時和家人移民至英國。他曾就讀於多塞特郡的一所公立學校——布萊恩斯頓學校，並獲得了獎學金，使自己得以就讀牛津大學瓦德漢學院；阿米尼在那裡主修歷史和現代語言學系。

## 作品列表
| 年份 | 標題                   | 職位         | 備註   |
| ---- | ---------------------- | ------------ | ------ |
| 1994 | The Dying of the Light | 編劇         |        |
| 1996 | Deep Secrets           | 編劇         |        |
| 1996 | 《裘德悲歌》           | 編劇         |        |
| 1997 | 《慾望之翼》           | 編劇         |        |
| 2002 | 《關鍵時刻》           | 編劇         |        |
| 2009 | 《生死一擊》           | 編劇         |        |
| 2010 | 《上海》               | 編劇         |        |
| 2011 | 《落日車神》           | 編劇         |        |
| 2012 | 《公主與狩獵者》       | 編劇         |        |
| 2013 | 《浪人47》             | 編劇         |        |
| 2014 | 《蜜月殺機》           | 導演，編劇   |        |
| 2016 | 《我們這種叛徒》       | 編劇         |        |
| 2017 | 《雪人》               | 編劇         |        |
| 2018 | 《黑道無國界》         | 創作者，編劇 | 電視劇 |
| 2018 | 《沉默的天使》         | 創作者，編劇 | 電視劇 |

## 外部連結
- 霍辛·阿米尼在互联网电影资料库（IMDb）上的資料（英文）